# Вагоновожатые
«Вагоновожатые» — украинская музыкальная группа, которую в 2013 году создали бывший фронтмен днепропетровской группы «И друг мой грузовик» Антон Слепаков и гитарист Валентин Панюта, ранее известный по харьковской группе «Lюк». Через год к ним присоединился Станислав Иващенко из группы DOK.

## История
Идея группы появилась у Антона Слепакова и Валентина Панюты в 2012 году, при встрече в одном из кафе Харькова. Музыка Панюты оказалось тем, чего не хватало Слепакову в исчерпавшем себя к тому времени проекту НеГрузовики. После того, как были записаны дебютный трёхпесенный сингл «Сгруппироваться» (выпущенный 1 апреля 2013) и мини-альбом «Без трамваев» (выпущенный 16 октября того же года и записанный на средства, собранные путём краудфандинга), к группе присоединился ударник Стас Иващенко, до этого игравший в группе DOK. Такой достаточно «звёздный» состав позволяет характеризовать вагоновожатых как супергруппу. Первым записанным с живыми ударными релизом стал сингл «Упасть с тандема». После того как в составе группы появился барабанщик, она начала давать живые концерты. До этого времени Слепаков и Панюта ограничивались студийными записями, зачастую не встречаясь лично, но обмениваясь своими частями работы через интернет.

## Стилистика
По сравнению с «грузовиками» музыка группы ушла от «гаражного» рока в сторону электроники, мрачноватой, но энергичной IDM, сохранив богатые смыслом тексты, читаемые речитативом. Некоторые тексты группы являются живым откликом на события на востоке Украины. В первом мини-альбоме такой песней является «Неприятель» (которая, впрочем, по словам Слепакова, была сочинена за несколько лет до начала военного конфликта). На диске «Упасть с тандема» такова композиция «Восстание ватников» (где, впрочем, авторы постарались вернуть метафоре «ватник» её первоначальное глубокое значение, а не используют её как политический ярлык, лишь обозначающей одну из сторон конфликта.). А 6 марта 2015 года группа выпустила сингл «Хундертвассер Хунта». Эта песня содержит явные отсылки к конфликту в Донбассе и поётся от имени карикатурного руководителя сепаратистов.

## Дискография
До конца 2015 у группы не было записано полноценного альбома, они ограничивались синглами и мини-альбомами. Это не было каким-либо принципиальным подходом к творчеству, но «малый» формат для музыкантов оставался более удобным. Первый полноценный альбом планировался на весну 2015 года, позже он был перенесён на осень. Он вышел 22 октября 2015 года и получил название «Вассервага»
- Сгруппироваться (сингл), апрель 2013
- Без трамваев (EP), октябрь 2013
- Упасть с тандема[12] (EP), 2014
- Хундервассер Хунта (сингл), 2015
- Вассервага[13] (альбом), 2015
- Стартап Молодость (EP), 2016
- Человеческие Слабости (сингл), 2018
- Референс[14][15] (альбом), 2018
- Вогнепальне (альбом), 2021